# Jung Jae-il
Dans ce nom coréen, le nom de famille, Jung, précède le nom personnel.
Jung Jae-il (prononciation coréenne : [tɕʌŋ tɕɛ il] ; hangeul : 정재일 ; hanja : 鄭在日 ; RR : Jeong Jae-il ; MR : Chŏng Chaeil) est un compositeur de musique sud-coréen, né le 7 mai 1982 à Séoul. Il a notamment composé la musique des films primés Okja et Parasite, tous deux réalisés par Bong Joon-ho, ainsi que la série télévisée Squid Game.

## Biographie

### Jeunesse et formation
Jung Jae-il naît le 7 mai 1982 à Séoul. À trois ans, il s'assoit pour la première fois devant un piano puis joue de la guitare à neuf ans et, à treize ans, publie une annonce dans le magazine musical Hot Music « afin de trouver la batterie et le chant pour en faire un style musical à la Carcass, le groupe de death metal mélodique britannique. ».
Il est diplômé de la Seoul Jazz Academy (SJA실용전문학교), à Séoul.

### Carrière
Jung Jae-il commence sa carrière en tant que bassiste du groupe (Jeong-Won-Yeong (정원영) (ko), avec le chanteur Lee Juck et le guitariste Han Sang-won, en novembre 1999,.
En 2003, il sort son premier album solo 눈물꽃 (litt. « fleur déchirée »).
En 2007, il fait partie du groupe Puri dans leur deuxième album,.
Fin avril 2018, il joue du  piano au sommet inter-coréen, d'où la rencontre entre les dirigeants des deux Corée, Moon Jae-in, président de la Corée du Sud, et Kim Jong-un, dirigeant suprême de la Corée du Nord.
En 2021, il obtient le prix de la meilleure musique pour la série télévisée Squid Game à la cérémonie des Hollywood Music in Media Awards (en).

## Filmographie partielle

### Longs métrages
- 1997 : Timeless Bottomless Bad Movie (나쁜 영화) de Jang Sun-woo
- 2001 : Flower Island (꽃섬) de Song Il-gon
- 2002 : Resurrection of the Little Match Girl (성냥팔이 소녀의 재림) de Jang Sun-woo
- 2003 : Wonderful Days (원더풀 데이즈) de Kim Moon-saeng
- 2014 : Sea Fog : Les Clandestins (해무) de Shim Sung-bo
- 2017 : Okja (옥자) de Bong Joon-ho
- 2019 : Parasite (기생충) de Bong Joon-ho
- 2022 : Les Bonnes Étoiles (브로커) de Hirokazu Kore-eda
- 2024 : Mickey 17 de Bong Joon-ho
- 2025 : Twinless de James Sweeney (en)

### Série télévisée
- 2021 : Squid Game (안녕!유에프오)
- 2024 : Squid Game 2
- 2025 : Squid Game 3

## Distinctions

### Récompenses
- Buil Film Awards 2019 : meilleure musique pour Parasite[11]
- Grand Bell Awards 2020 : meilleure bande originale pour Parasite[12]
- Baeksang Arts Awards 2022 : prix technique (musique) pour Squid Game[13]

### Nomination
- Creative Arts Emmy Awards 2022 : meilleur thème musical pour Squid Game[14]